# Bussu
Bussu és un municipi francès situat al departament del Somme i a la regió dels Alts de França. L'any 2007 tenia 216 habitants.

## Demografia

### Població

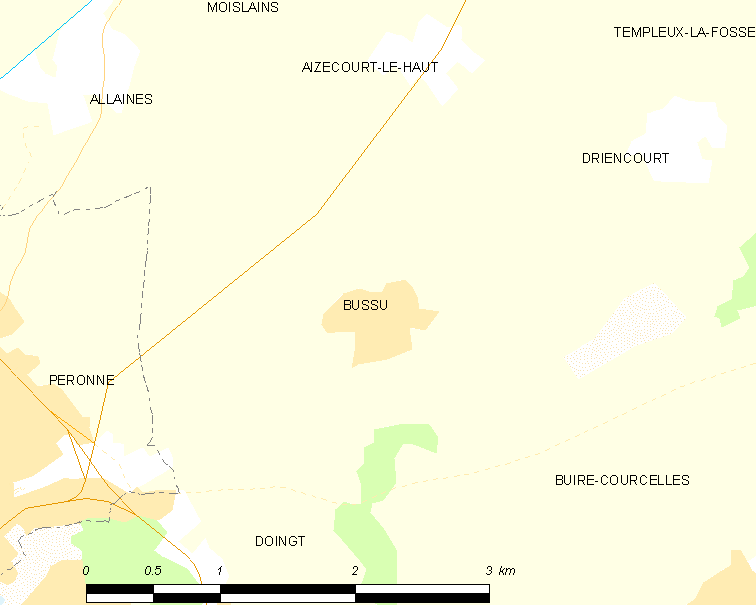

El 2007 la població de fet de Bussu era de 216 persones. Hi havia 92 famílies de les quals 20 eren unipersonals (8 homes vivint sols i 12 dones vivint soles), 32 parelles sense fills, 28 parelles amb fills i 12 famílies monoparentals amb fills.
La població ha evolucionat segons el següent gràfic:
Habitants censats

### Habitatges

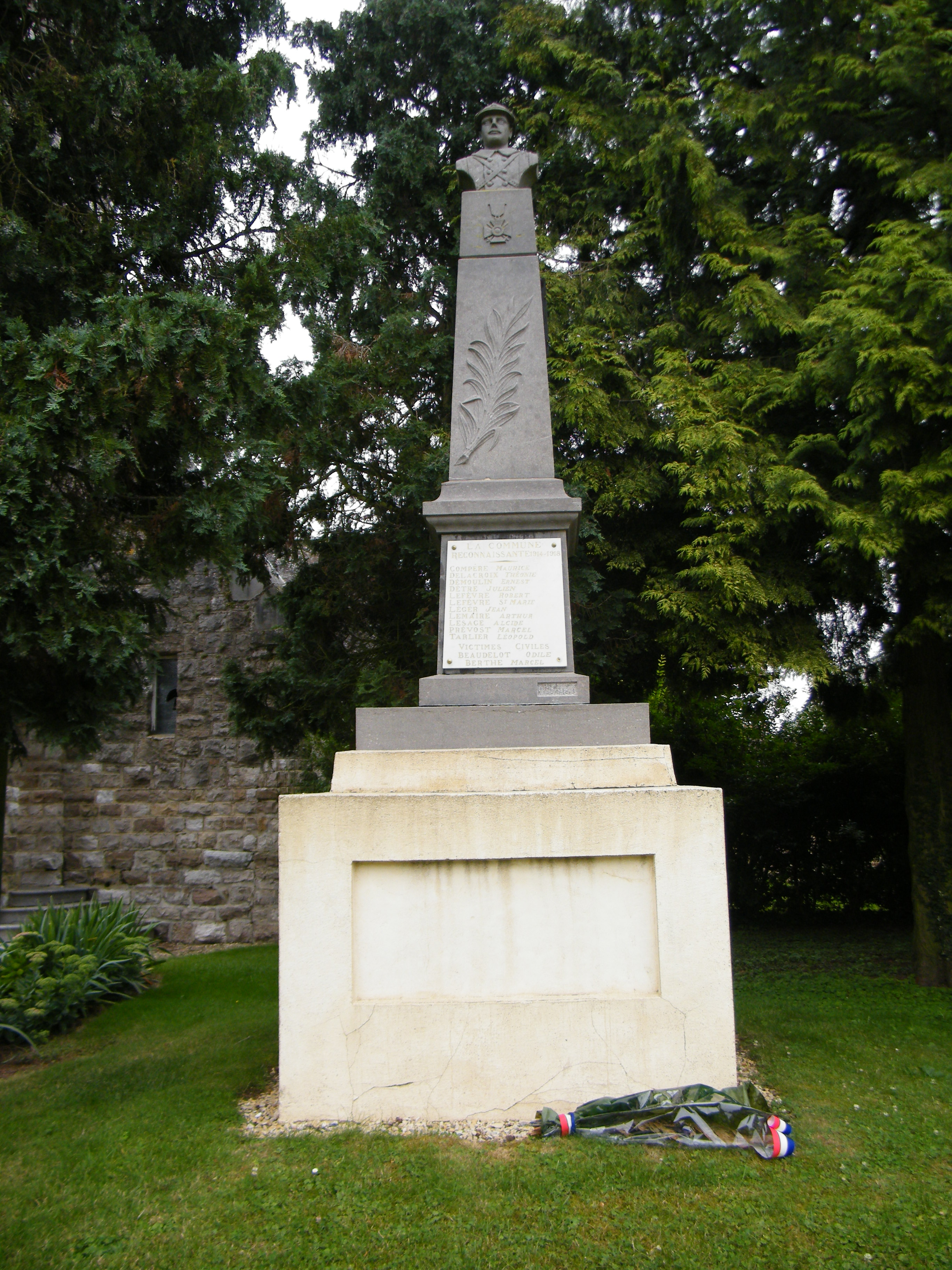

El 2007 hi havia 104 habitatges, 92 eren l'habitatge principal de la família, 5 eren segones residències i 7 estaven desocupats. 103 eren cases i 1 era un apartament. Dels 92 habitatges principals, 79 estaven ocupats pels seus propietaris, 11 estaven llogats i ocupats pels llogaters i 2 estaven cedits a títol gratuït; 5 tenien dues cambres, 10 en tenien tres, 24 en tenien quatre i 53 en tenien cinc o més. 76 habitatges disposaven pel capbaix d'una plaça de pàrquing. A 41 habitatges hi havia un automòbil i a 44 n'hi havia dos o més.

### Piràmide de població

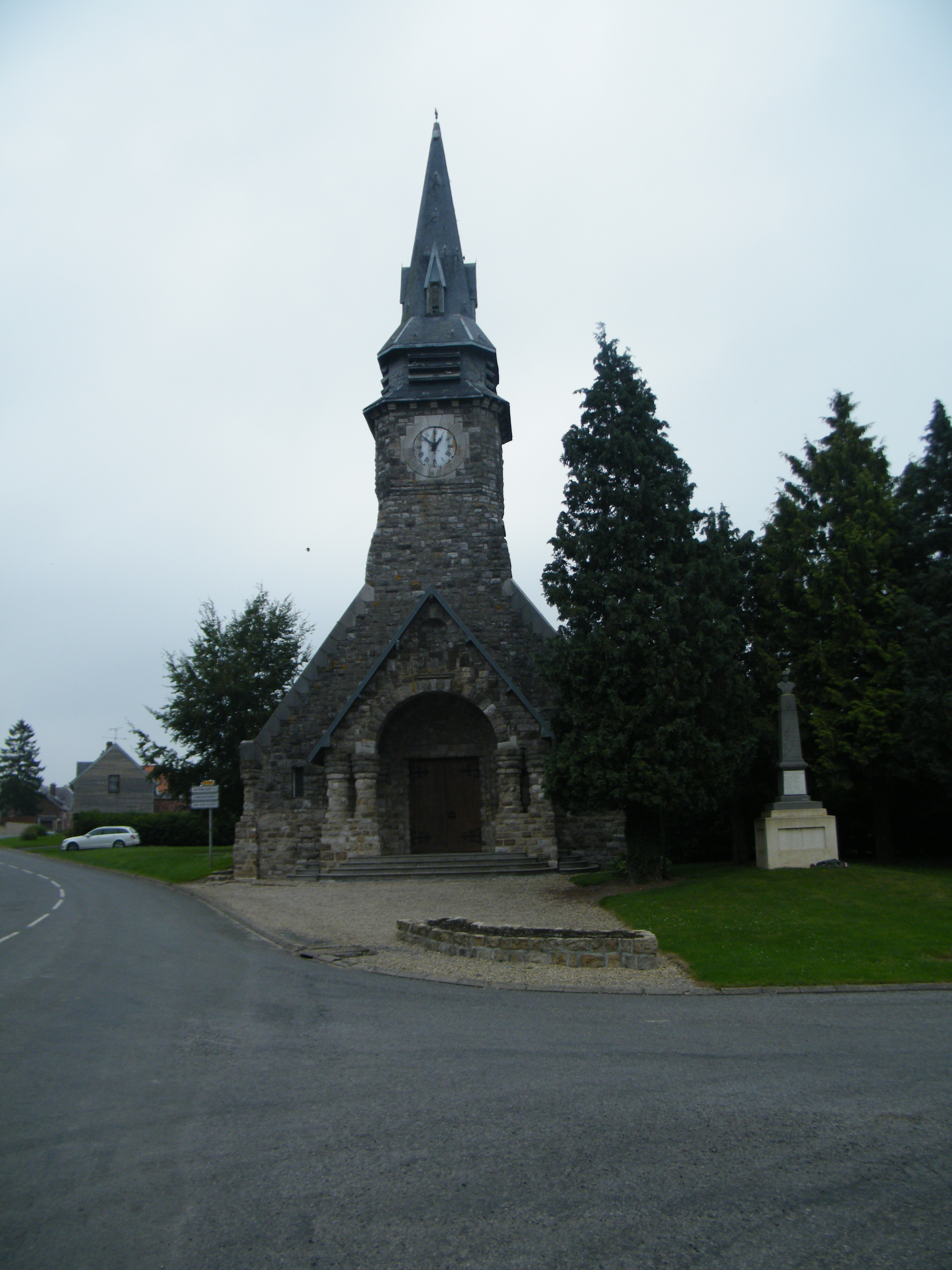

La piràmide de població per edats i sexe el 2009 era:
| Homes | Edats   | Dones |
| ----- | ------- | ----- |
| 0     | 95 o +  | 0     |
| 0     | 90 a 94 | 0     |
| 0     | 85 a 89 | 0     |
| 0     | 80 a 84 | 0     |
| 0     | 75 a 79 | 4     |
| 12    | 70 a 74 | 4     |
| 12    | 65 a 69 | 16    |
| 4     | 60 a 64 | 8     |
| 4     | 55 a 59 | 4     |
| 0     | 50 a 54 | 8     |
| 8     | 45 a 49 | 8     |
| 20    | 40 a 44 | 16    |
| 4     | 35 a 39 | 8     |
| 8     | 30 a 34 | 16    |
| 4     | 25 a 29 | 0     |
| 4     | 20 a 24 | 12    |
| 8     | 15 a 19 | 4     |
| 4     | 10 a 14 | 4     |
| 4     | 5 a 9   | 8     |
| 8     | 0 a 4   | 8     |

## Economia
El 2007 la població en edat de treballar era de 133 persones, 99 eren actives i 34 eren inactives. De les 99 persones actives 81 estaven ocupades (48 homes i 33 dones) i 18 estaven aturades (10 homes i 8 dones). De les 34 persones inactives 15 estaven jubilades, 9 estaven estudiant i 10 estaven classificades com a «altres inactius».

### Ingressos
El 2009 a Bussu hi havia 91 unitats fiscals que integraven 223 persones, la mediana anual d'ingressos fiscals per persona era de 16.099 €.

### Activitats econòmiques
Dels 2 establiments que hi havia el 2007, 1 era d'una empresa de construcció i 1 d'una entitat de l'administració pública.
L'únic servei als particulars que hi havia el 2009 era una empresa de construcció.
L'any 2000 a Bussu hi havia 5 explotacions agrícoles que ocupaven un total de 405 hectàrees.

## Poblacions més properes
El següent diagrama mostra les poblacions més properes.